# Juvenile Hell
Juvenile Hell — дебютний студійний альбом американського хіп-хоп дуету Mobb Deep, випущений 13 квітня 1993 на лейблі 4th & B'way Records.
На момент виходу альбому двоє реперів були ще підлітками, тоді обом було по 19 років. У записі альбому взяв участь частий партнер гурту Big Noyd. Альбом був спродюсований самими учасниками групи, Havoc і Prodigy, за сприяння DJ Premier, Large Professor та інших.
Альбом містить один сингл, «Hit It from the Back», який потрапив до чартів американського журналу Billboard. Він досяг 18 місця в чарті Hot Rap Songs.
Альбом був перевиданий на лейблі Island Records у 2018 році.

## Список композицій
| #   | Назва                                     | Продюсер(и)               | Тривалість |
| --- | ----------------------------------------- | ------------------------- | ---------- |
| 1.  | «Intro»                                   | Havoc                     | 0:47       |
| 2.  | «Me & My Crew»                            | Dale Hogan Keith Spencer  | 4:46       |
| 3.  | «Locked in Spofford»                      | Kerwin Young Paul Shabazz | 3:51       |
| 4.  | «Peer Pressure»                           | DJ Premier                | 4:15       |
| 5.  | «Skit #1»                                 | Havoc                     | 0:19       |
| 6.  | «Hold Down the Fort»                      | Havoc                     | 4:07       |
| 7.  | «Bitch Ass Nigga»                         | Kerwin Young Paul Shabazz | 3:24       |
| 8.  | «Hit It from the Back»                    | Prodigy Method Max        | 4:14       |
| 9.  | «Skit #2»                                 | Havoc                     | 0:44       |
| 10. | «Stomp Em Out» (за участю Big Noyd)       | Prodigy                   | 3:34       |
| 11. | «Skit #3»                                 | Havoc                     | 0:15       |
| 12. | «Peer Pressure (The Large Professor Mix)» | Large Professor           | 4:13       |
| 13. | «Project Hallways»                        | Kerwin Young Paul Shabazz | 4:11       |
| 14. | «Flavor for the Non Believes»             | Kerwin Young              | 3:57       |

## Чарти

### Сингли
| Рік  | Пісня                  | Позиції в чартах |
| Рік  | Пісня                  | Hot Rap Singles  |
| ---- | ---------------------- | ---------------- |
| 1993 | «Hit It from the Back» | 18               |